# 1997 Левер'є
1997 Левер'є (1997 Leverrier) — астероїд головного поясу, відкритий 14 вересня 1963 року.
Тіссеранів параметр щодо Юпітера — 3,623.